# OEC Taipei Ladies Open 2012
El OEC Taipei Ladies Open 2012 fue un torneo de tenista profesional jugado en el interior canchas duras. Fue la quinta edición del torneo y el primer evento de la nueva 125s 2012 WTA. Tuvo lugar en Taipéi, Taiwán entre el 29 de octubre y 4 de noviembre de 2012.

## Campeonas

### Individual
Kristina Mladenovic venció a  Chang Kai-chen por 6-4 6-3

### Dobles
Chan Hao-ching /  Kristina Mladenovic vencieron a  Chang Kai-chen /  Olga Govortsova por 5-7, 6-2, [10-8]